# Короли (Амурская область)
Короли́ — село в Октябрьском районе Амурской области, Россия. Административный центр Королинского сельсовета.

## География
Село Короли расположено к северу от районного центра Октябрьского района села Екатеринославка, расстояние — 18 км.
Через Короли проходит Транссибирская магистраль, в селе остановочный пункт 7930 км Забайкальской железной дороги.
Автодорога Чита — Хабаровск проходит в 4 км восточнее села.
На север от села Короли дорога идёт к селу Смирновка.

## Население
| 2002 | 2010 | 2012 | 2013 | 2014 | 2015 | 2016 |
| ---- | ---- | ---- | ---- | ---- | ---- | ---- |
| 342  | ↘247 | ↘235 | ↘227 | ↘224 | ↘211 | →211 |
| 2017 | 2018 |      |      |      |      |      |
| →211 | ↘207 |      |      |      |      |      |